# Ulica Szeroka w Krakowie
Ulica Szeroka – ulica w Krakowie, w dzielnicy I Stare Miasto, na Kazimierzu.

## Opis
W średniowieczu stanowiła centrum wsi Bawół, która w 1340 r. została włączona do miasta Kazimierz. 
Od końca XV wieku w pobliżu ulicy zaczęła osiedlać się ludność żydowska. Z czasem ukształtowała się tu odrębna dzielnica, oddzielona od Kazimierza własnymi murami miejskimi. Wokół ulicy skupiała się architektura sakralna i świecka. W XIX wieku większość zamożniejszych mieszkańców przeniosła się do innych dzielnic Krakowa, zaś okolice ul. Szerokiej, tak jak większość Kazimierza, stały się miejscem zamieszkania żydowskiej biedoty.
W północnej części ulicy znajduje się niewielki zielony skwer. Jest to prawdopodobnie najstarszy cmentarz żydowski na Kazimierzu, istniejący już przed 1560 rokiem. Przed II wojną światową był otoczony wysokim murem i chowano na nim żydowskich samobójców. Obecnie jest ogrodzony metalowym płotkiem, którego elementy mają kształt siedmioramiennych świeczników. Na skwerze znajduje się pomnik-głaz z tablicą pamiątkową poświęconą 65 tysiącom obywateli polskich pochodzenia żydowskiego z Krakowa i okolic, zamordowanych przez Niemców podczas II wojny światowej. Obok, przed synagogą Remu znajduje się pomnik-ławeczka Jana Karskiego.
Przed Synagogą Starą znajduje się niewielki pomnik upamiętniający rozstrzelanych przez Niemców w tym miejscu, w dniu 28 października 1943 roku, 30 Polaków.
W trakcie II wojny światowej zdewastowano synagogi, a ludność żydowską przesiedlono do getta na Podgórzu. Po zakończeniu działań wojennych synagogi odbudowano z wyjątkiem synagogi Na Górce znajdującej się przy ul. Szerokiej 22. W kamienicy przy ul. Szerokiej 28 znajdowała się synagoga Gmilus Chasidim Debais Hakneses.
W domu przy ul. Szerokiej 27 mieszkał i tworzył, w latach 1962-2001, malarz i grafik Jerzy Panek. Fakt ten upamiętnia tablica pamiątkowa. Kamienica ul. Szeroka 14 to miejsce gdzie urodziła się Helena Rubinstein.
Na ul. Szerokiej co roku odbywa się koncert finałowy Festiwalu Kultury Żydowskiej w Krakowie. 

## Ważniejsze obiekty
- ul. Szeroka 2 – Kamienica Landauów (Jordanów), dawniej trzy osobne kamienice, wszystkie z XVI wieku.
- ul. Szeroka 6 – Mykwa Wielka, obecnie Hotel Klezmer-Hois
- ul. Szeroka 16 – Synagoga Poppera
- ul. Szeroka 24 – Synagoga Stara (Stara Bożnica)
- ul. Szeroka 40 – Synagoga Remuh i cmentarz Remuh

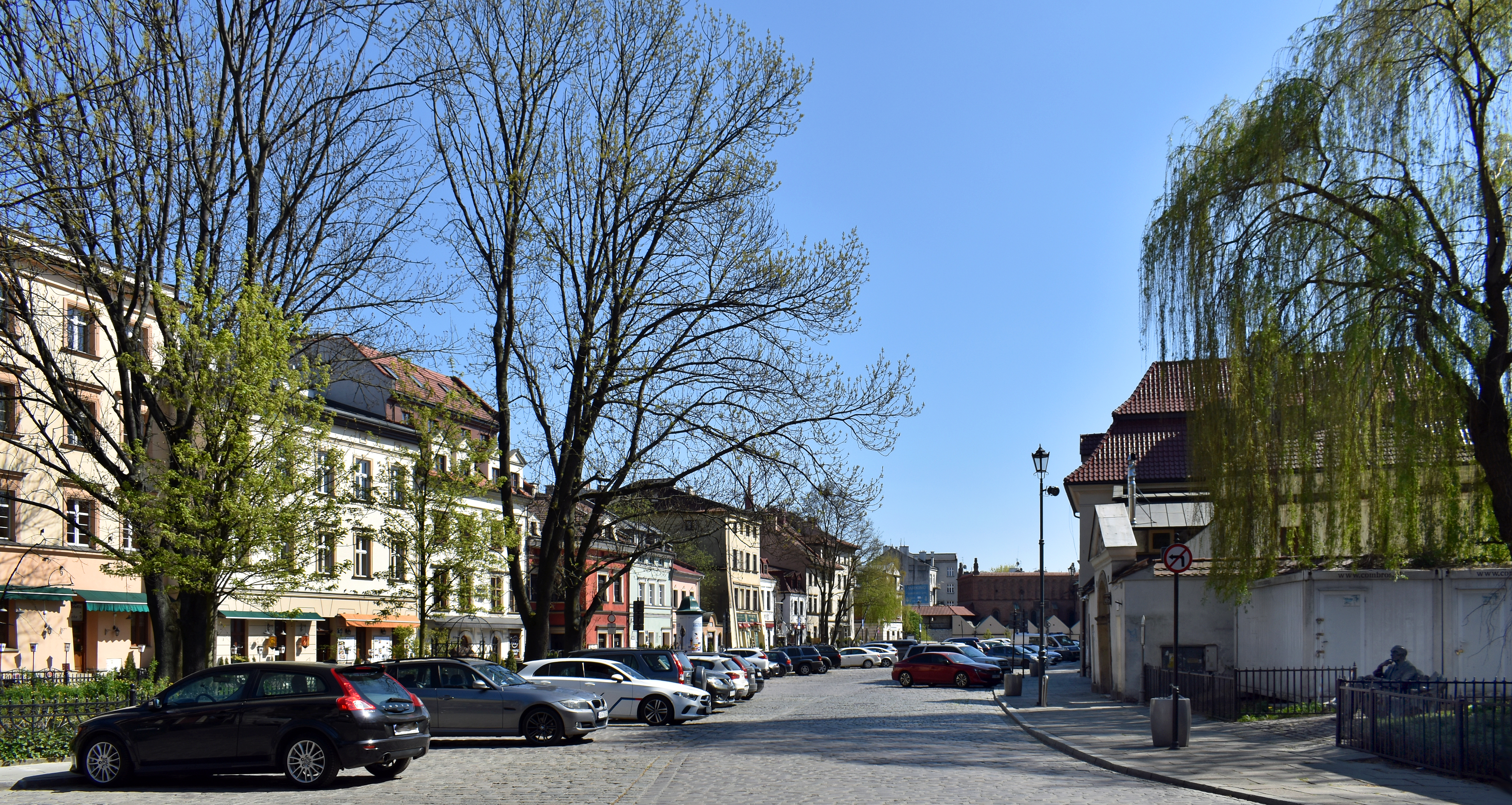
Ulica widziana z północy. Po prawej pomnik-ławeczka Jana Karskiego, dalej wejście do synagogi Remu i na cmentarz Remu. Po lewej skwerek będący prawdopodobnie najstarszym żydowskim cmentarzem w Krakowie. Perspektywę zamyka Stara Bożnica.
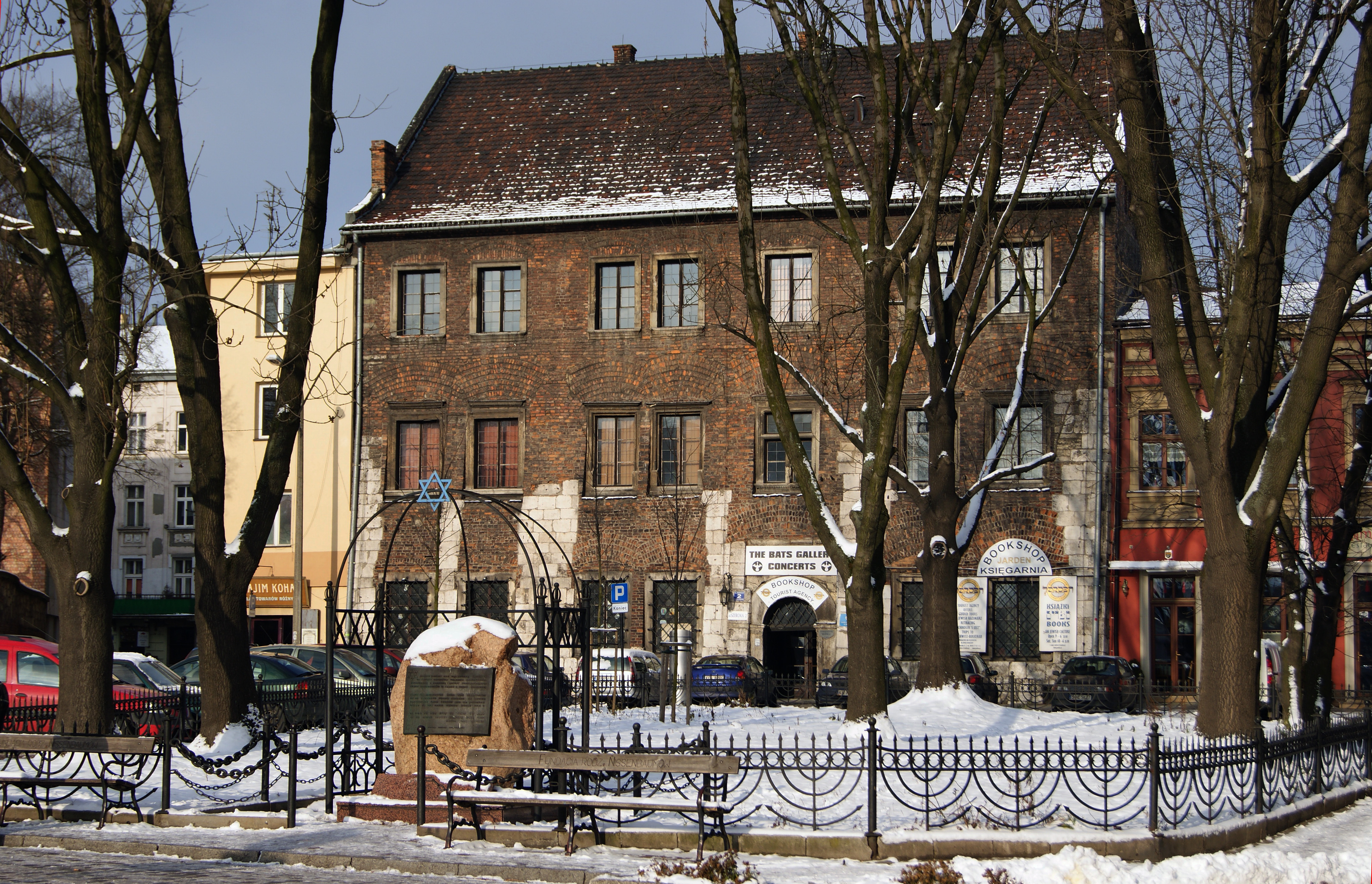
Skwer i pomnik.
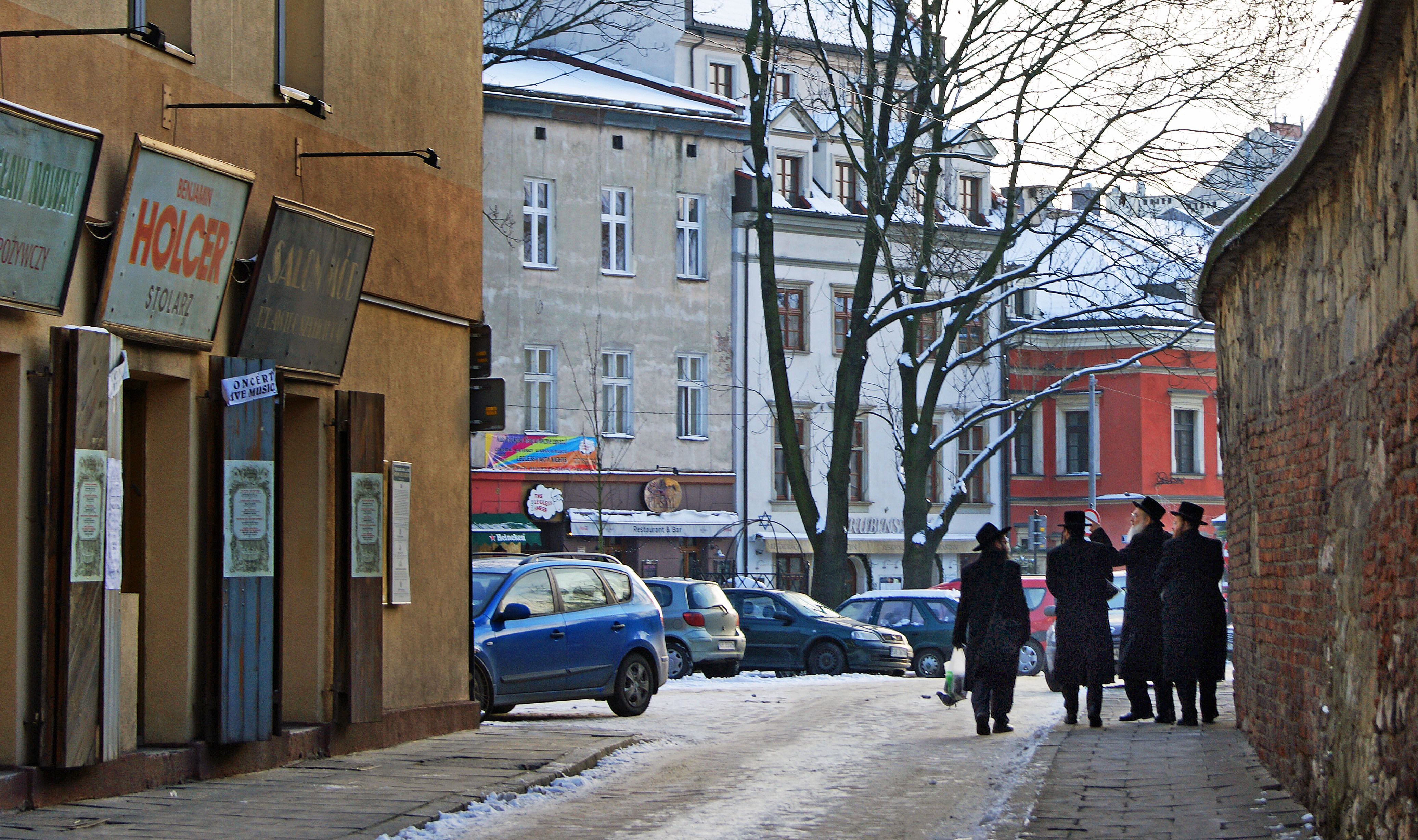
Ulica Szeroka, widok z ul. Miodowej.
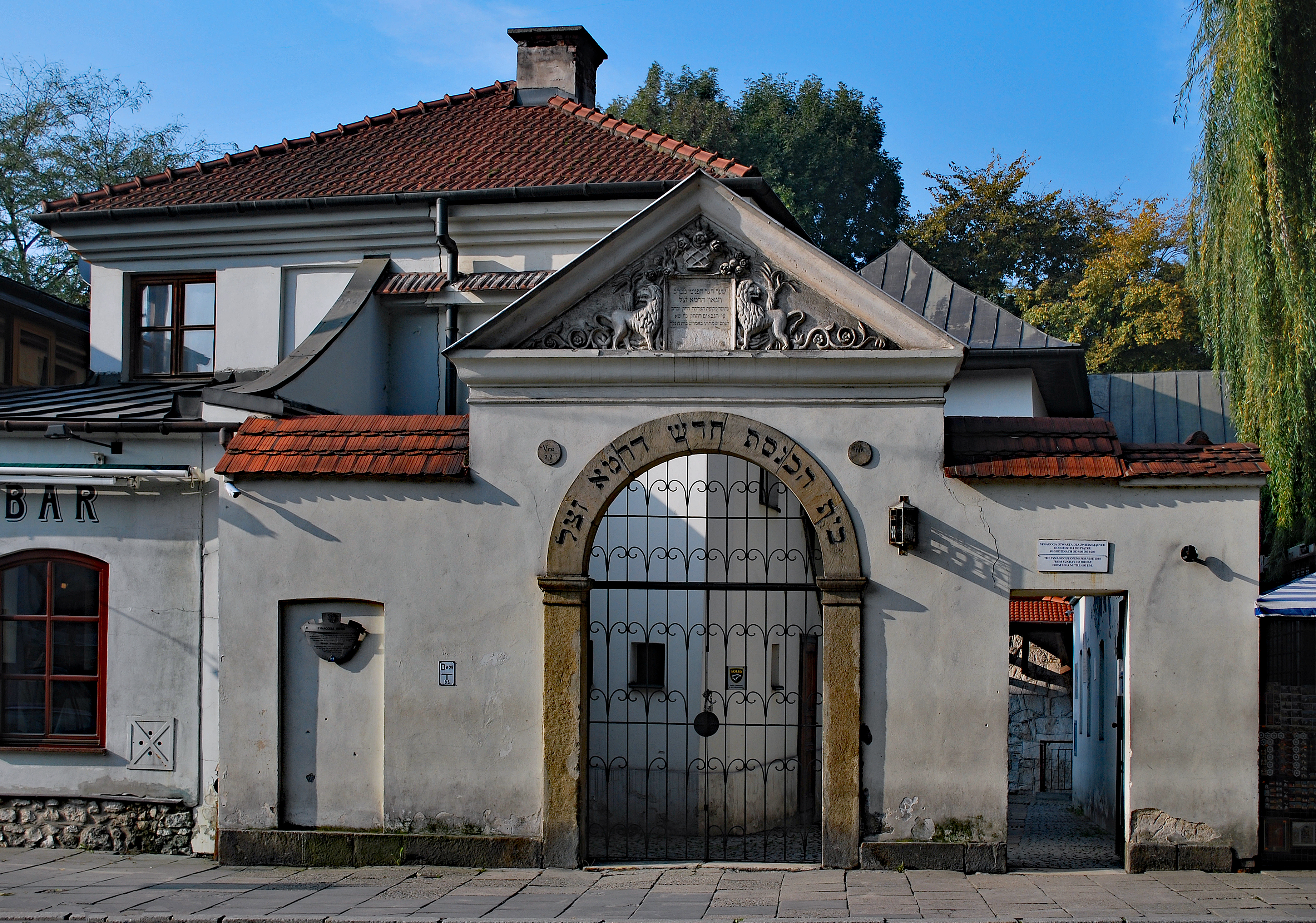
Wejście do synagogi Remu i na cmentarz.
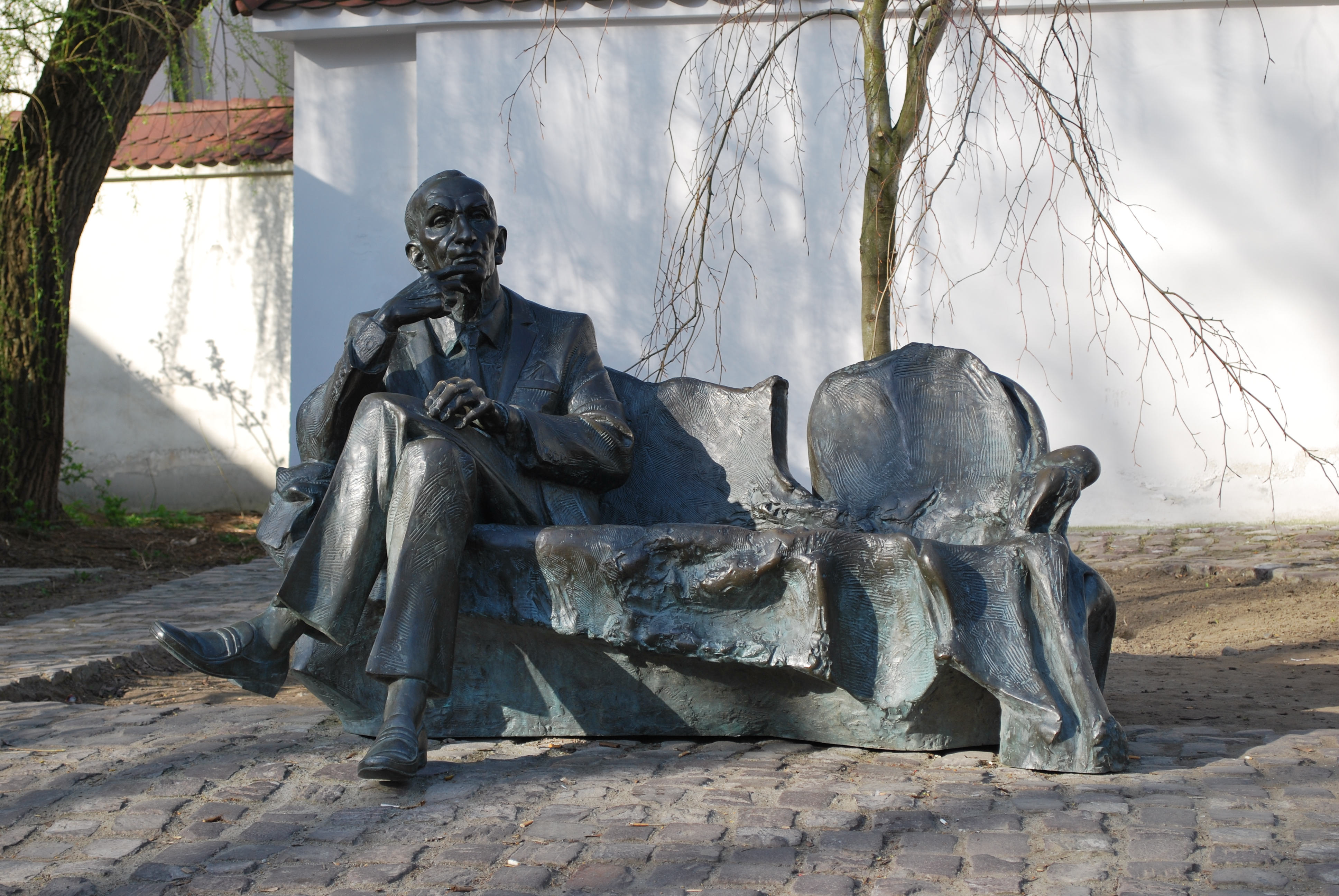
Pomnik Jana Karskiego.

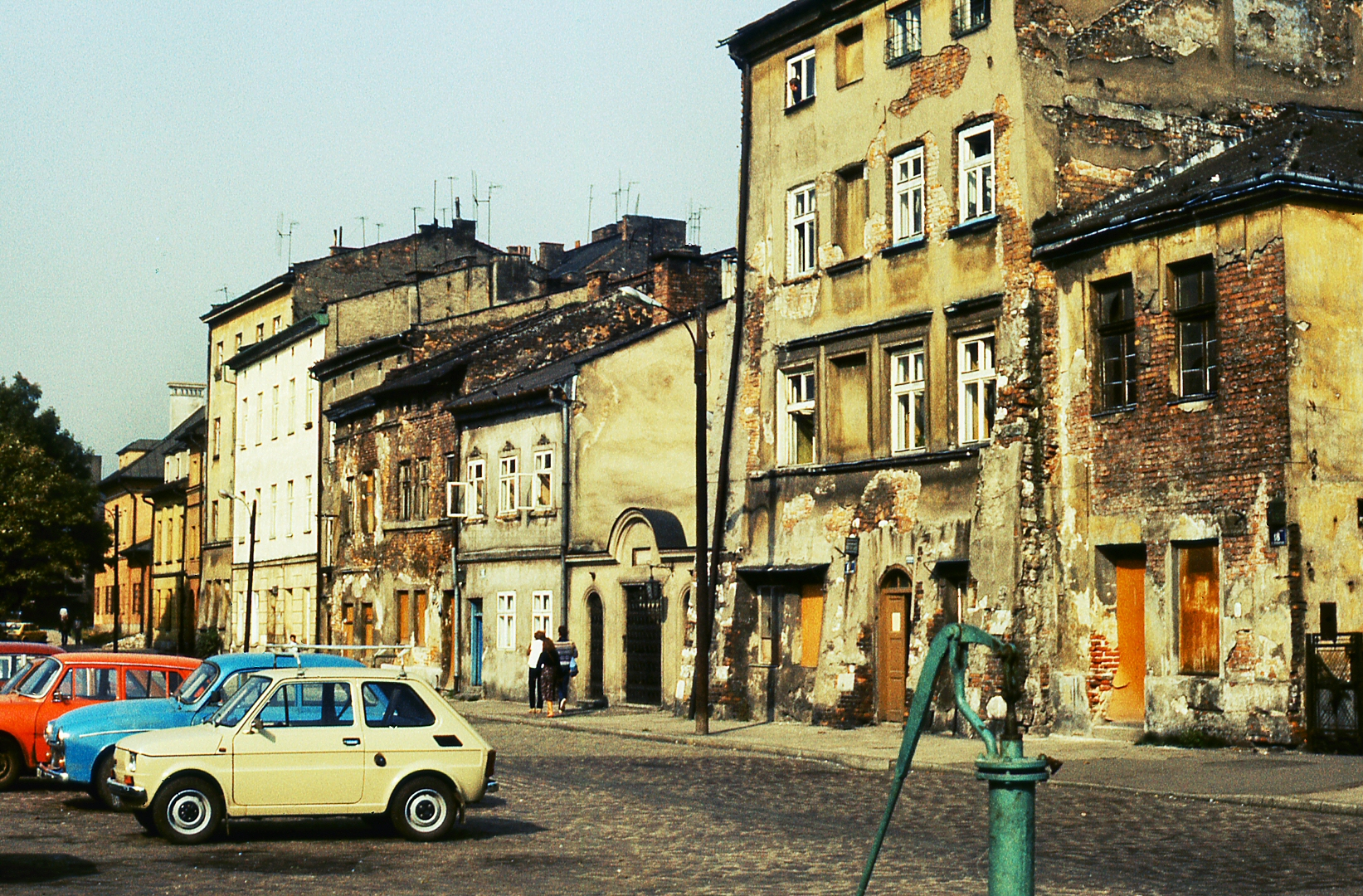
Wschodnia pierzeja ulicy. Rok 1983.
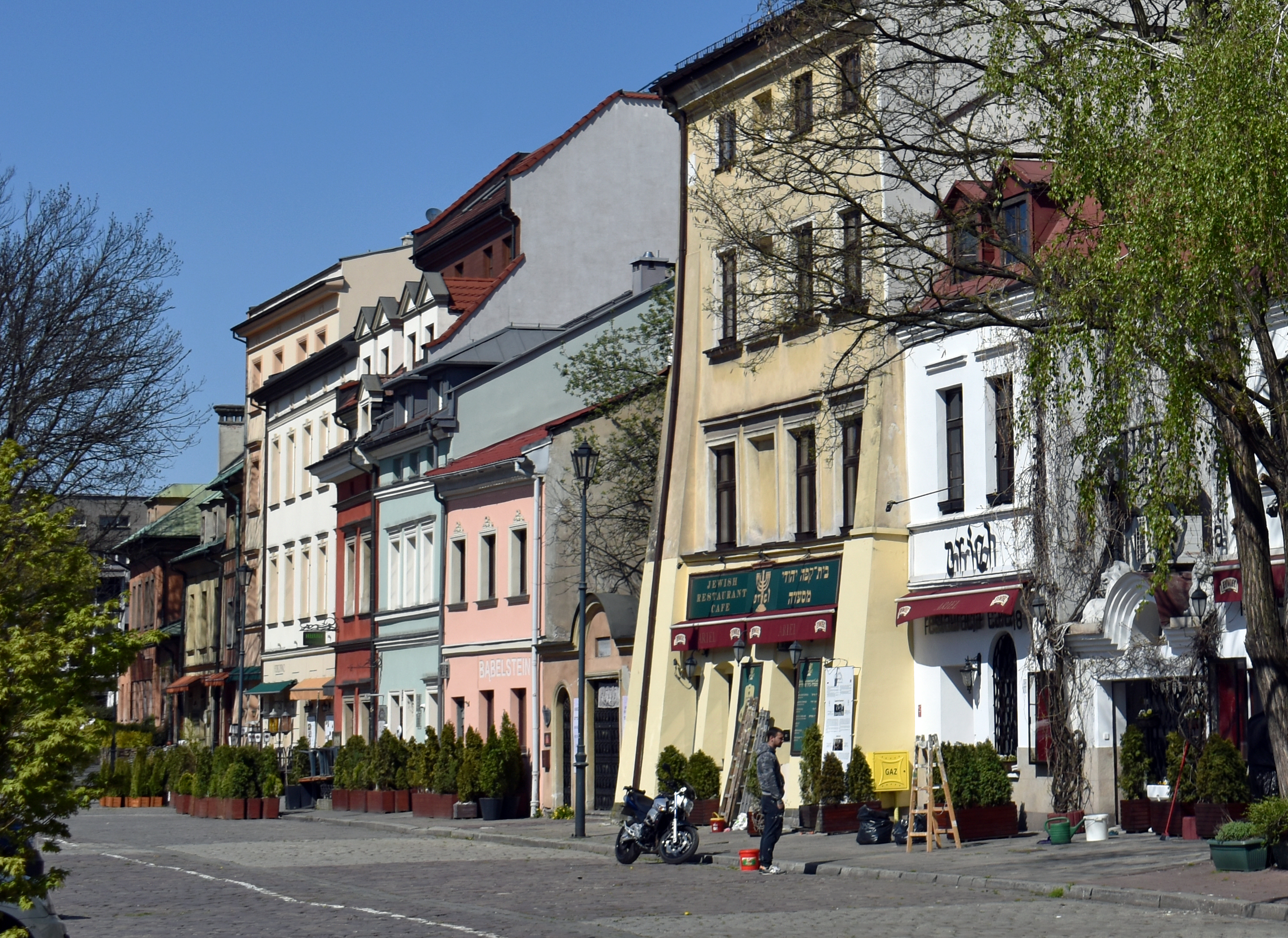
Wschodnia pierzeja ulicy. Rok 2020.

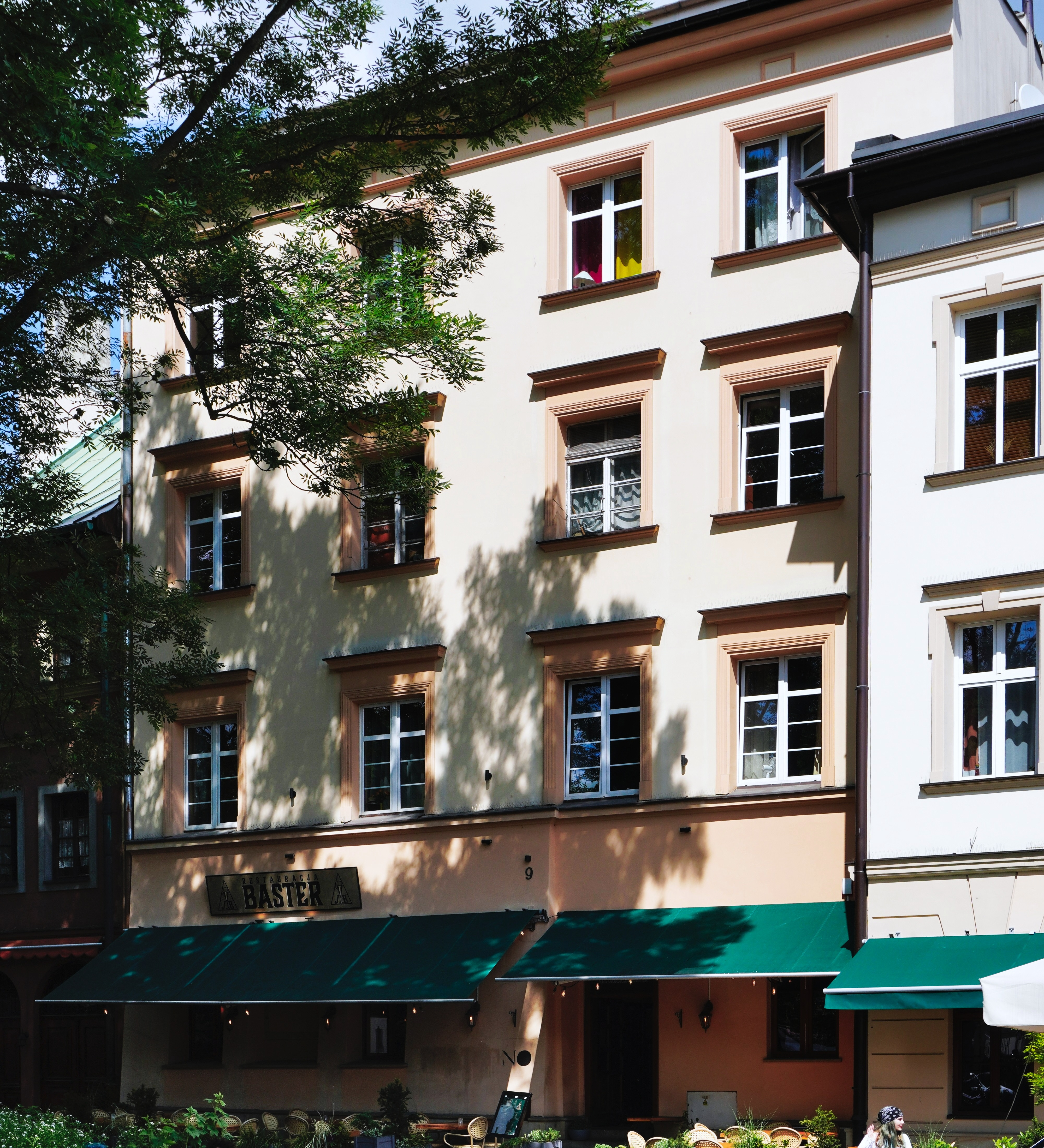
ul. Szeroka 9 Kamienica
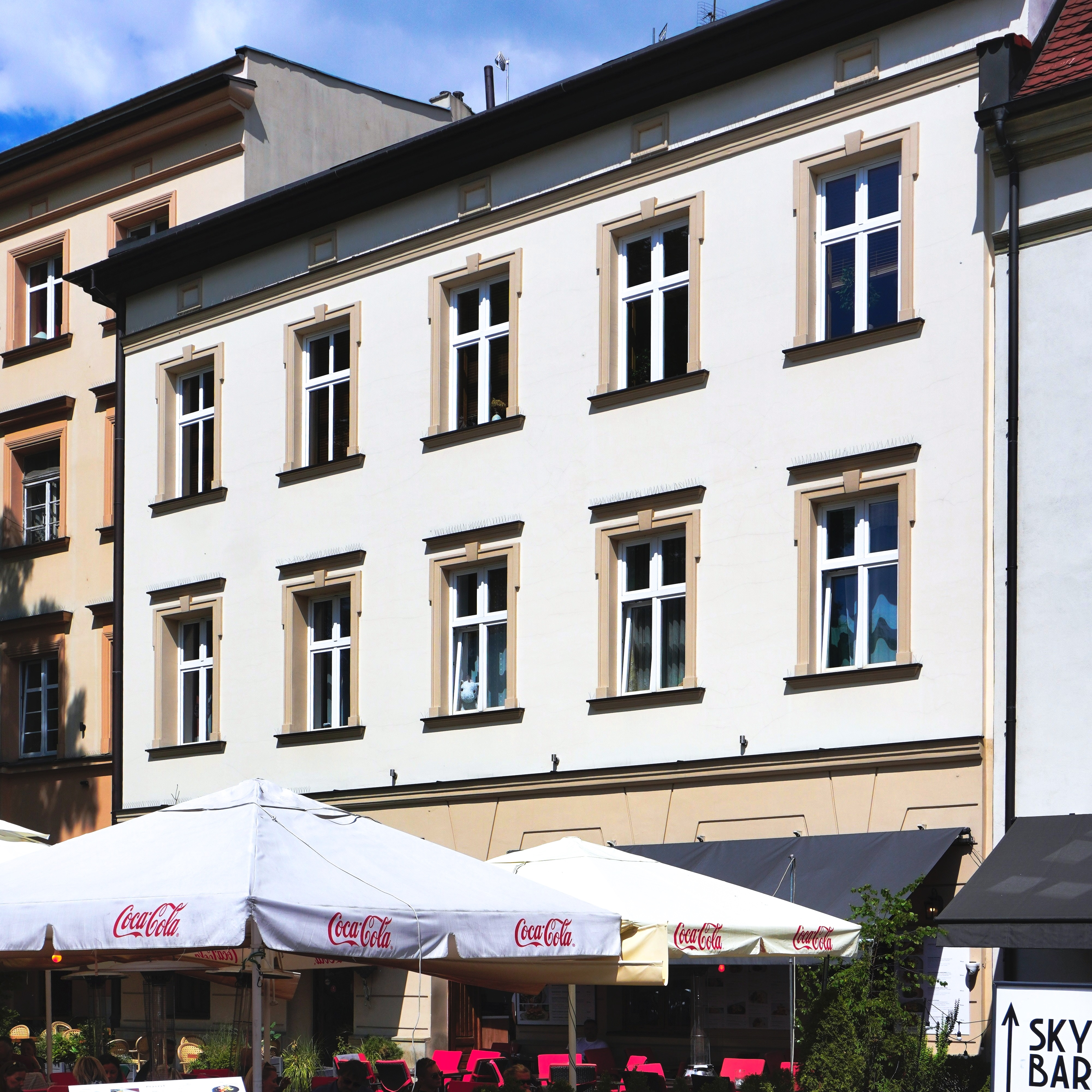
ul. Szeroka 10 Kamienica (proj. Władysław Steinberger, 1899)
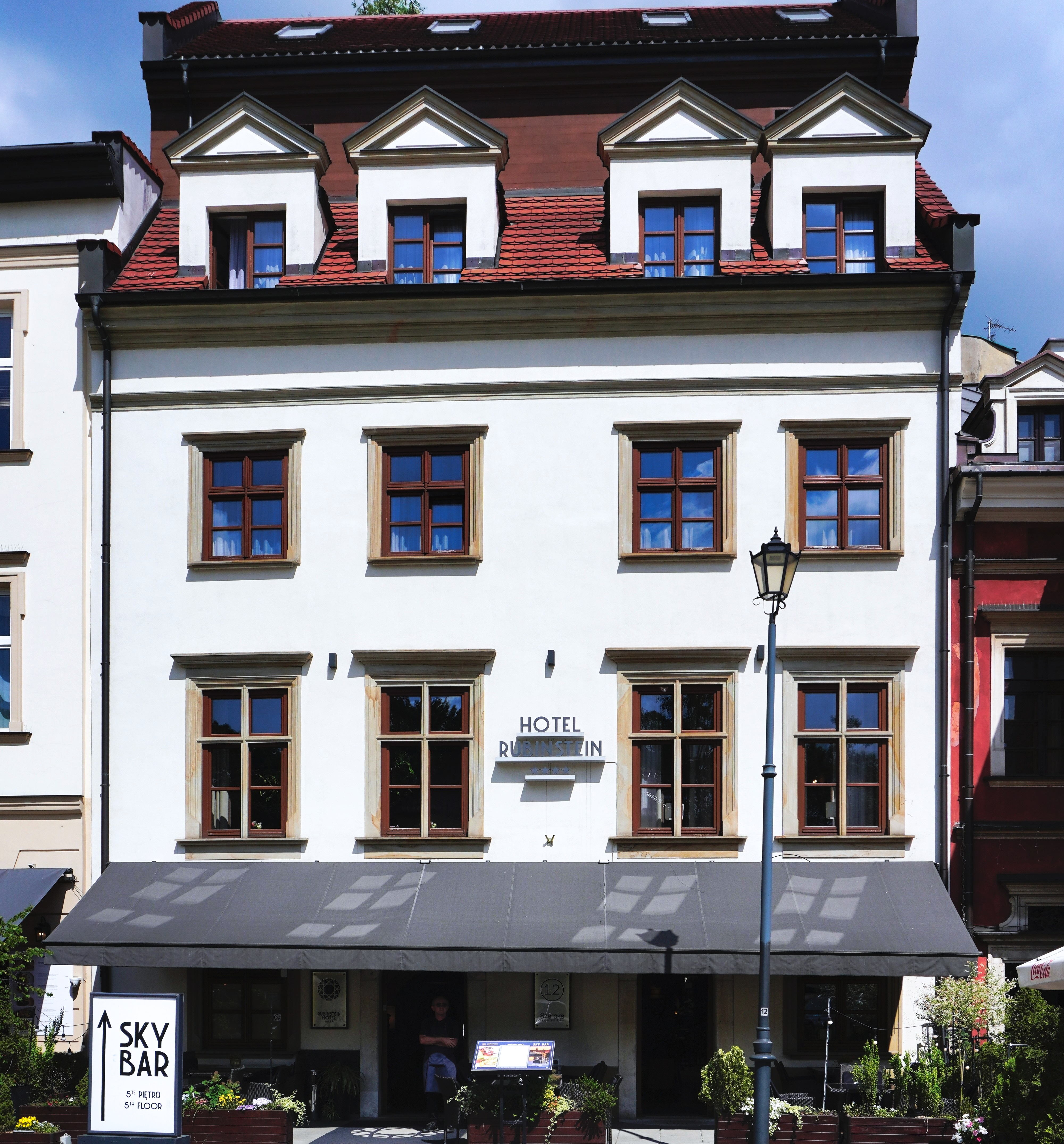
ul. Szeroka 12 Kamienica
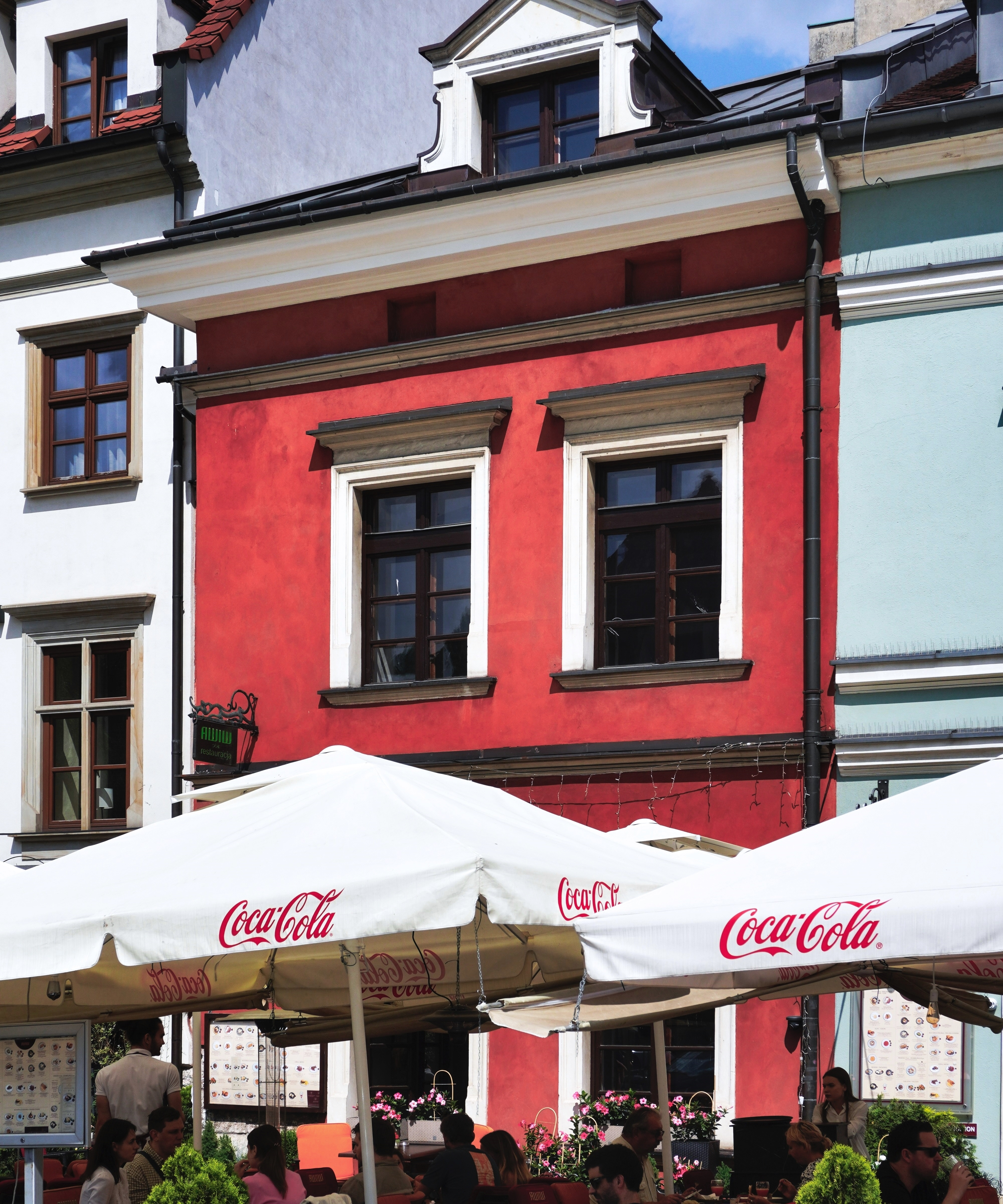
ul. Szeroka 13 Kamienica
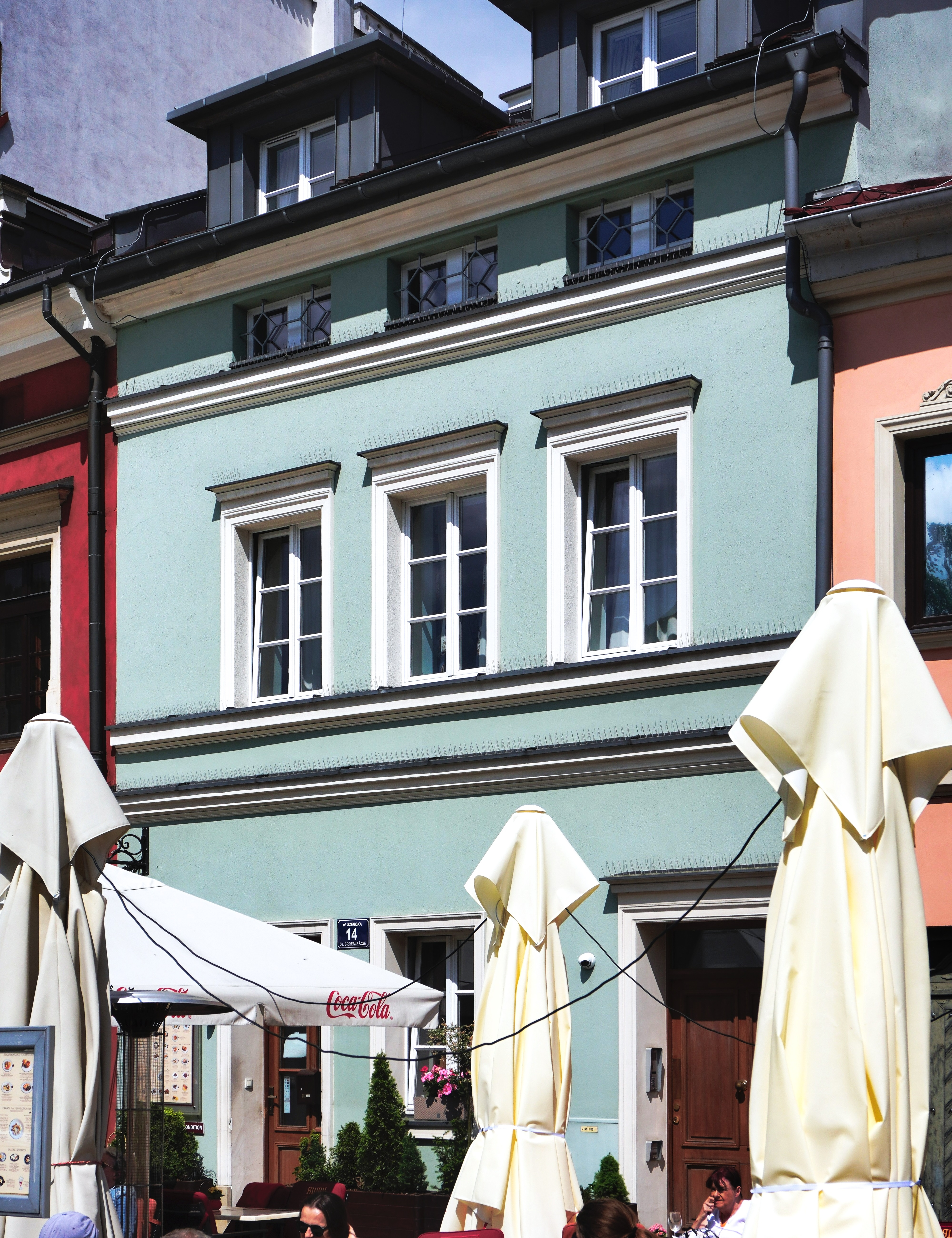
ul. Szeroka 14 Kamienica (1899)
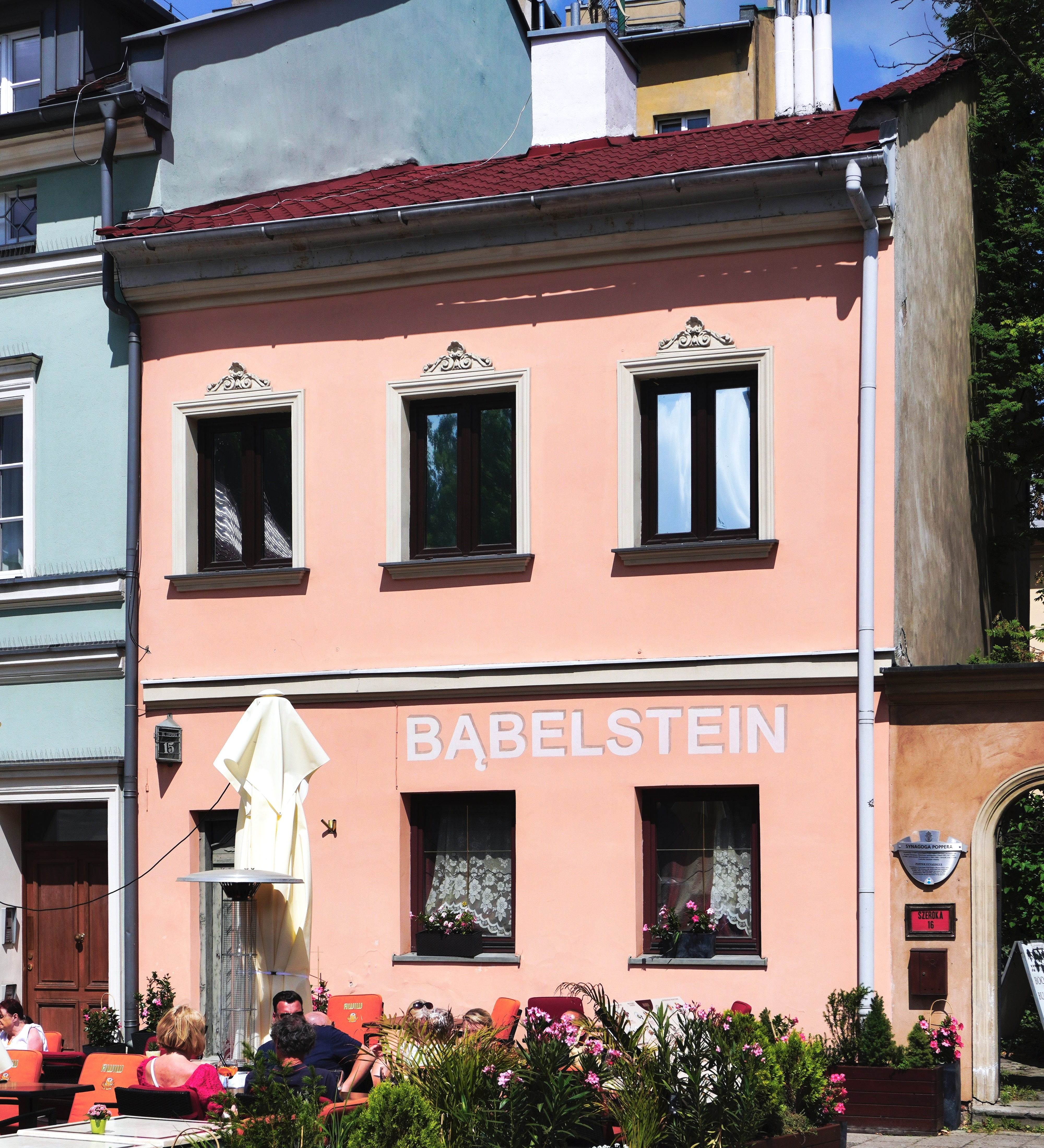
ul. Szeroka 15 Kamienica (1842)